# Youloupo
Youloupo est une commune rurale située dans le département de Didyr de la province de Sanguié dans la région du Centre-Ouest au Burkina Faso.

## Géographie
Situé à 15 km à l'ouest de Didyr, Youloupo est divisé en cinq quartiers : Sosso, Kolêdiou, Koogniè, Négwadir et Dansso.